# Wolfskirchen
Wolfskirchen (Wolfskìrich en lorrain et en alsacien) est une commune française située dans la circonscription administrative du Bas-Rhin et, depuis le 1er janvier 2021, dans le territoire de la Collectivité européenne d'Alsace, en région Grand Est.
Cette commune se trouve dans la région historique et culturelle d'Alsace, et plus précisément dans son excroissance (« bosse ») en territoire lorrain appelée Alsace Bossue.

## Géographie

### Localisation
Wolfskirchen à la frontière entre le Bas-Rhin et la Moselle.
La commune est traversée par la ligne de chemin de fer de Berthelming à Sarreguemines. Cependant le tronçon entre Berthelming et Sarre-Union est actuellement inexploité et la gare de Wolfskirchen est fermée à tout trafic.

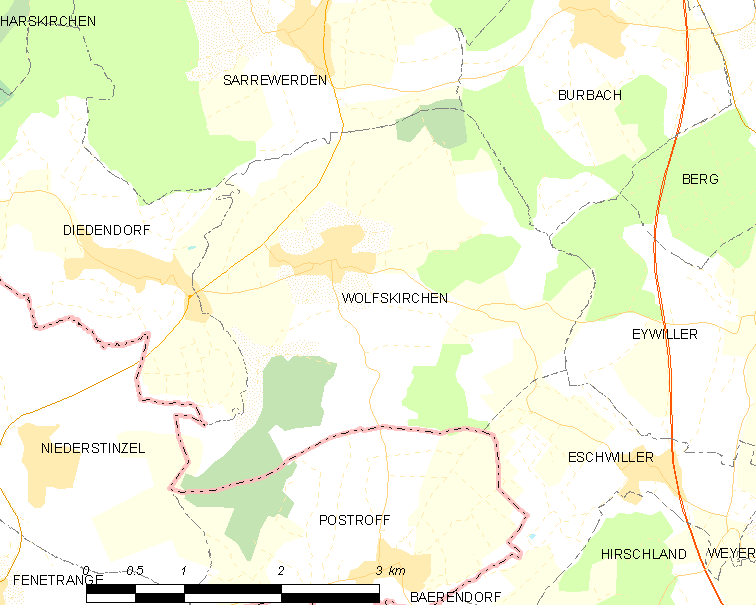

### Communes limitrophes
|                         | Sarrewerden        | Burbach    |
| Diedendorf              | Wolfskirchen       | Eywiller   |
| Niederstinzel (Moselle) | Postroff (Moselle) | Eschwiller |

### Hydrographie
La commune est dans le bassin versant du Rhin au sein du bassin Rhin-Meuse. Elle est drainée par la Sarre, l'Isch, le ruisseau Goerzlach et le ruisseau l'Otterbach,.
La Sarre, d'une longueur totale de 129,2 km, est un affluent de la Moselle et donc un sous-affluent du Rhin, qui coule en Lorraine, en Alsace bossue et dans les Länder allemands de la Sarre et de Rhénanie-Palatinat. Les caractéristiques hydrologiques de la Sarre sont données par la station hydrologique située sur la commune de Diedendorf. Le débit moyen mensuel est de 7,37 m3/s. Le débit moyen journalier maximum est de 270 m3/s, atteint lors de la crue du 26 mai 1983. Le débit instantané maximal est quant à lui de 286 m3/s, atteint le même jour.
L'Isch, d'une longueur totale de 27 km, prend sa source dans la commune de Lohr et se jette  dans la Sarre sur la commune, après avoir traversé onze communes. 

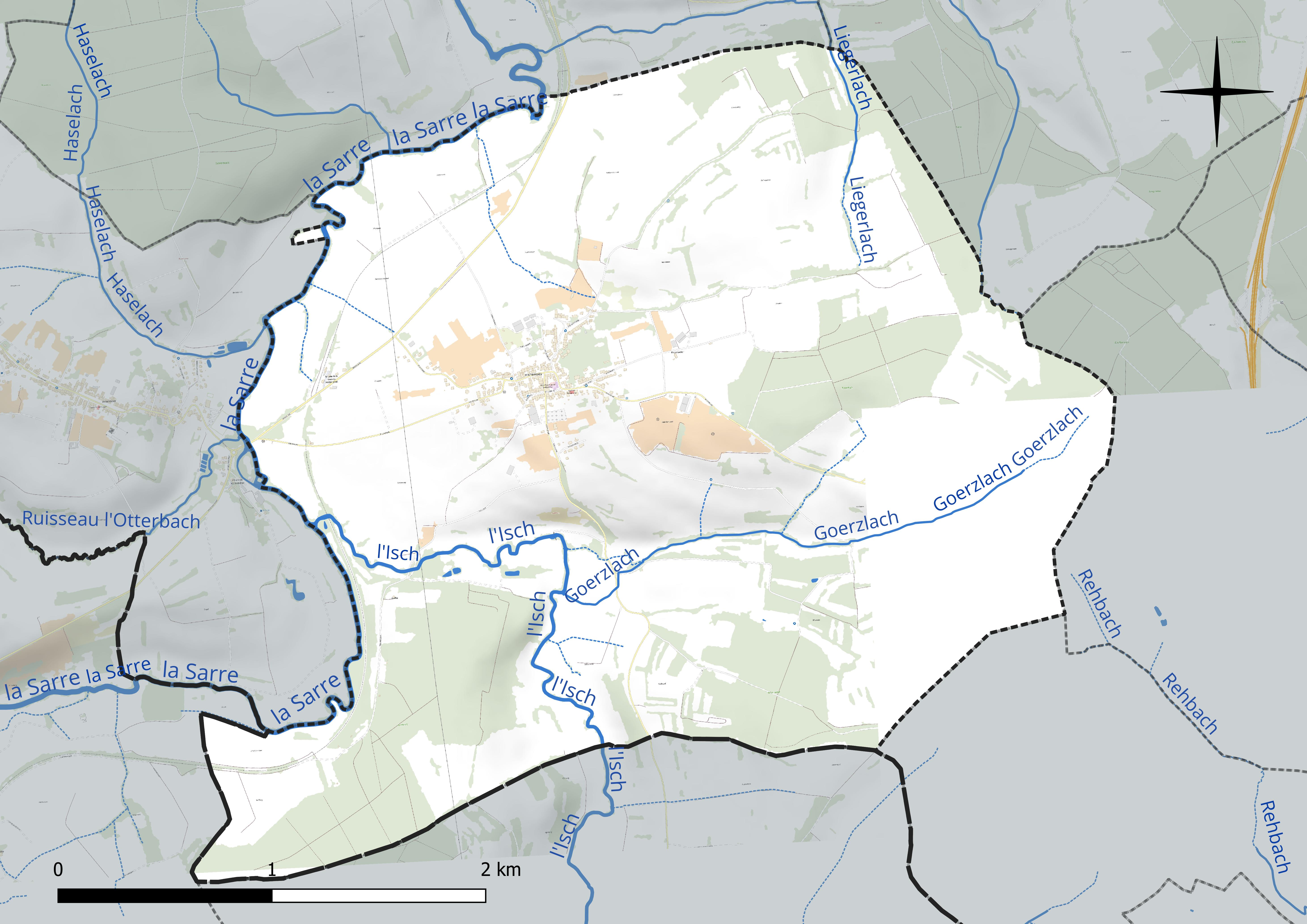
Réseau hydrographique de Wolfskirchen.

### Climat
Pour des articles plus généraux, voir Climat du Grand Est et Climat du Bas-Rhin.
En 2010, le climat de la commune est de type climat des marges montargnardes, selon une étude du Centre national de la recherche scientifique s'appuyant sur une série de données couvrant la période 1971-2000. En 2020, Météo-France publie une typologie des climats de la France métropolitaine dans laquelle la commune est exposée à un climat semi-continental et est dans la région climatique  Vosges, caractérisée par une pluviométrie très élevée (1 500 à 2 000 mm/an) en toutes saisons et un hiver rude (moins de 1 °C). 
Pour la période 1971-2000, la température annuelle moyenne est de 9,7 °C, avec une amplitude thermique annuelle de 16,9 °C. Le cumul annuel moyen de précipitations est de 948 mm, avec 12,1 jours de précipitations en janvier et 9,9 jours en juillet. Pour la période 1991-2020, la température moyenne annuelle observée sur la station météorologique de Météo-France la plus proche, « Berg », sur la commune de Berg à 6 km à vol d'oiseau, est de 10,4 °C et le cumul annuel moyen de précipitations est de 801,8 mm. 
La température maximale relevée sur cette station est de 37,4 °C, atteinte le 25 juillet 2019 ; la température minimale est de −16,8 °C, atteinte le 7 février 2012,,. 
Les paramètres climatiques de la commune ont été estimés pour le milieu du siècle (2041-2070) selon différents scénarios d'émission de gaz à effet de serre à partir des nouvelles projections climatiques de référence DRIAS-2020. Ils sont consultables sur un site dédié publié par Météo-France en novembre 2022.

## Urbanisme

### Typologie
Au 1er janvier 2024, Wolfskirchen est catégorisée commune rurale à habitat dispersé, selon la nouvelle grille communale de densité à sept niveaux définie par l'Insee en 2022.
Elle est située hors unité urbaine et hors attraction des villes,.

### Occupation des sols
L'occupation des sols de la commune, telle qu'elle ressort de la base de données européenne d’occupation biophysique des sols Corine Land Cover (CLC), est marquée par l'importance des territoires agricoles (75,5 % en 2018), une proportion identique à celle de 1990 (75,5 %). La répartition détaillée en 2018 est la suivante : terres arables (37,1 %), prairies (30,3 %), forêts (21,1 %), cultures permanentes (5,5 %), zones urbanisées (3,4 %), zones agricoles hétérogènes (2,5 %). L'évolution de l’occupation des sols de la commune et de ses infrastructures peut être observée sur les différentes représentations cartographiques du territoire : la carte de Cassini (XVIIIe siècle), la carte d'état-major (1820-1866) et les cartes ou photos aériennes de l'IGN pour la période actuelle (1950 à aujourd'hui).

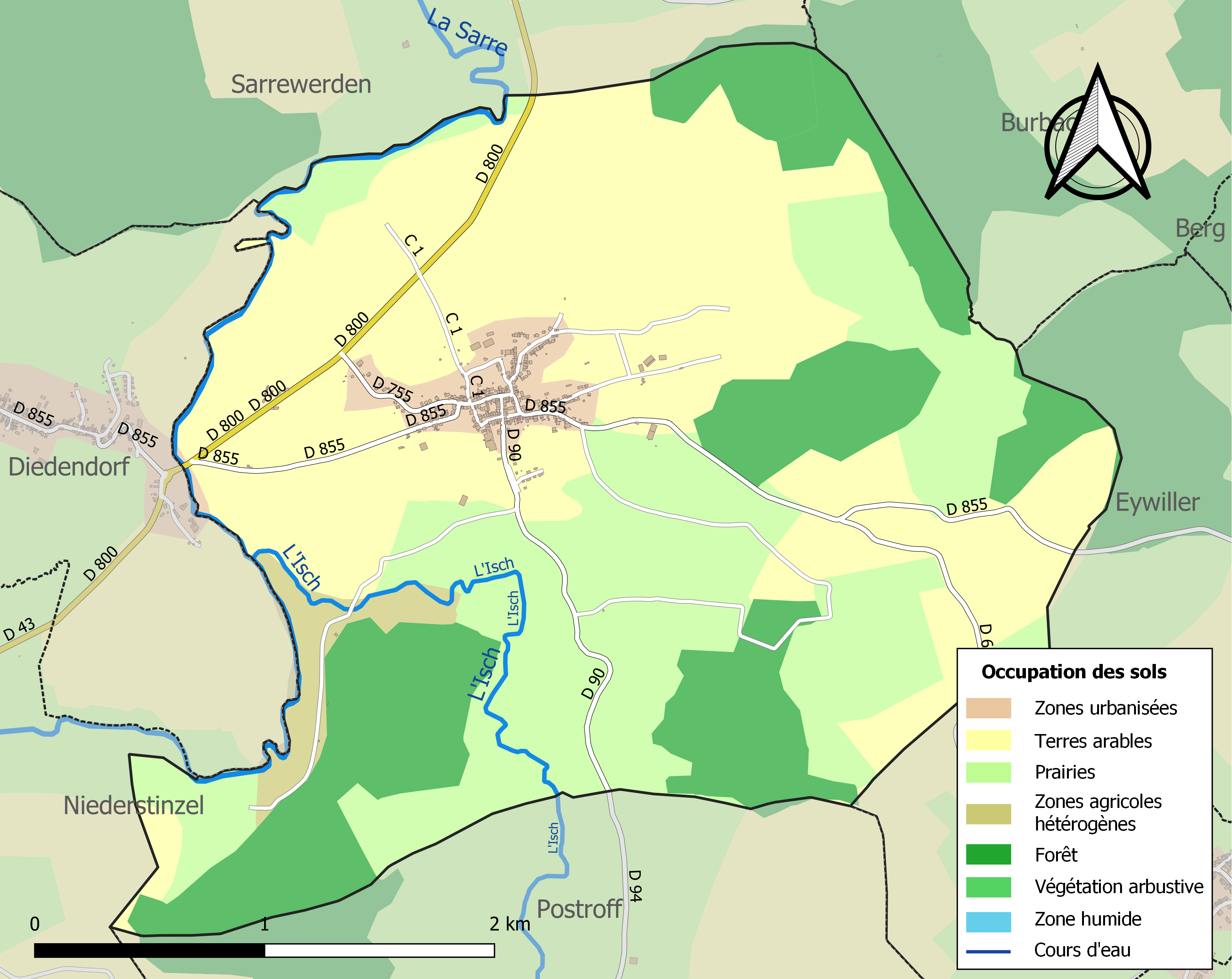
Carte des infrastructures et de l'occupation des sols de la commune en 2018 (CLC).

## Toponymie
- D'une légende disant qu'une louve a un jour mis bas dans l'église, Wolf = loup et Kirche = église.
- D'un nom de personne germanique, Wolf ou Wolfo + kirche « église »[17].[Information douteuse]
- Wolveskirge (1288)[17], Wolfeskirchheim (1361)[17], Wolfskirchen (1793)[18].
- En francique rhénan : Wolfskírche[19], Wolfskírich.

## Histoire
Avant 1793, la commune appartenait au comté de Sarrewerden, devenant par la suite alsacienne. La commune était un canton pendant un certain temps durant la période révolutionnaire. 

## Population et société

### Démographie
L'évolution du nombre d'habitants est connue à travers les recensements de la population effectués dans la commune depuis 1793. Pour les communes de moins de 10 000 habitants, une enquête de recensement portant sur toute la population est réalisée tous les cinq ans, les populations de référence des années intermédiaires étant quant à elles estimées par interpolation ou extrapolation. Pour la commune, le premier recensement exhaustif entrant dans le cadre du nouveau dispositif a été réalisé en 2007.

En 2022, la commune comptait 338 habitants, en évolution de −3,15 % par rapport à 2016 (Bas-Rhin : +3,17 %, France hors Mayotte : +2,11 %).
| 1793 | 1800 | 1806 | 1821 | 1831 | 1836 | 1841 | 1846 | 1851 |
| ---- | ---- | ---- | ---- | ---- | ---- | ---- | ---- | ---- |
| 443  | 561  | 622  | 662  | 740  | 802  | 807  | 823  | 808  |

| 1856 | 1861 | 1866 | 1871 | 1875 | 1880 | 1885 | 1890 | 1895 |
| ---- | ---- | ---- | ---- | ---- | ---- | ---- | ---- | ---- |
| 731  | 732  | 764  | 786  | 763  | 734  | 735  | 671  | 709  |

| 1900 | 1905 | 1910 | 1921 | 1926 | 1931 | 1936 | 1946 | 1954 |
| ---- | ---- | ---- | ---- | ---- | ---- | ---- | ---- | ---- |
| 695  | 698  | 648  | 567  | 546  | 557  | 558  | 474  | 406  |

| 1962 | 1968 | 1975 | 1982 | 1990 | 1999 | 2006 | 2007 | 2012 |
| ---- | ---- | ---- | ---- | ---- | ---- | ---- | ---- | ---- |
| 394  | 408  | 401  | 359  | 312  | 335  | 350  | 352  | 355  |

| 2017 | 2022 | - | - | - | - | - | - | - |
| ---- | ---- | - | - | - | - | - | - | - |
| 344  | 338  | - | - | - | - | - | - | - |

## Culture locale et patrimoine

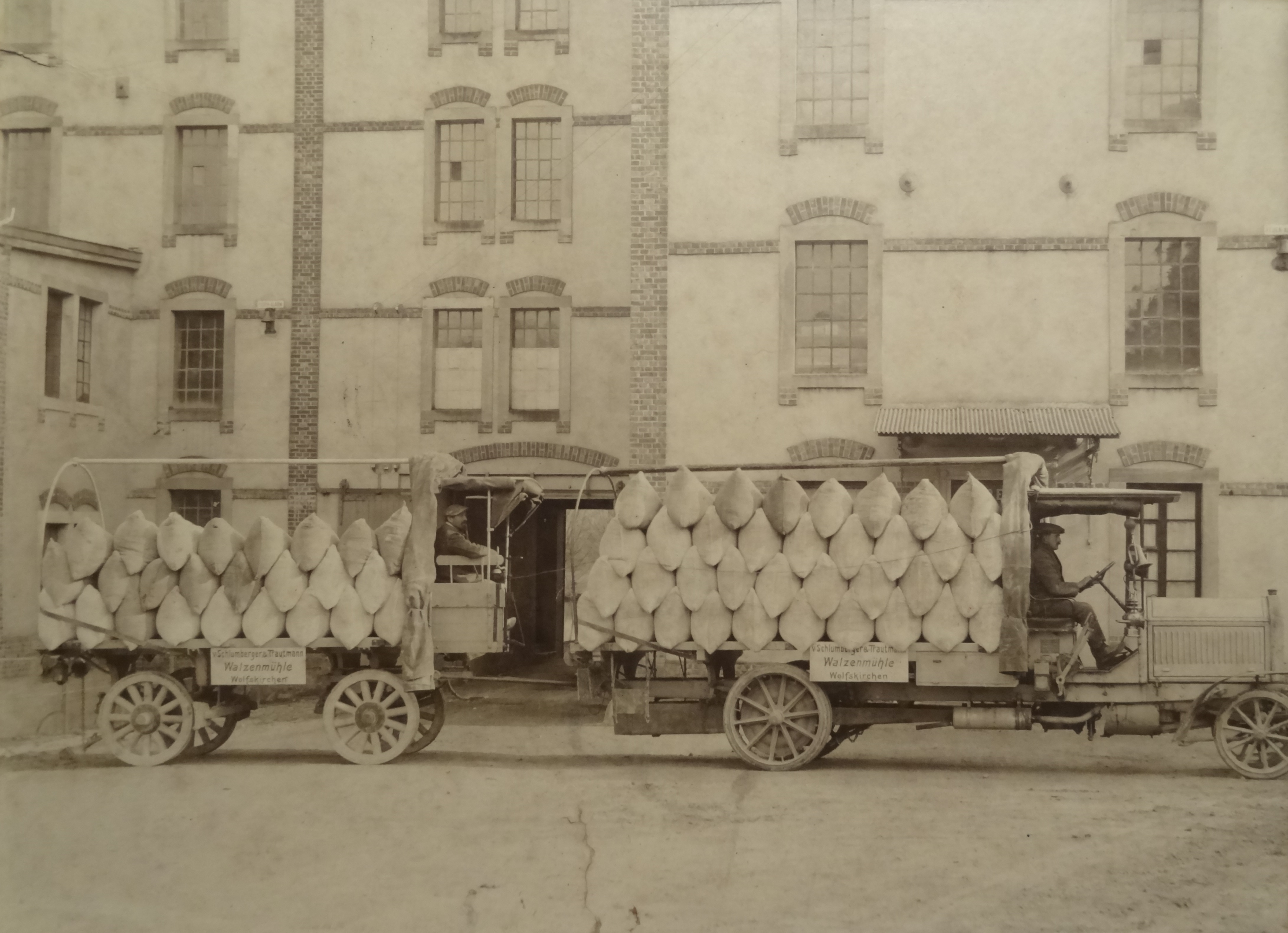
Le moulin de Wolfskirchen au XXe siècle (?).

### Lieux et monuments
- Église protestante : construite selon les instructions de Frédéric Joachim Stengel sur les plans de Johann Jakob Lautemann, en 1779. La tour romane, vraisemblablement du 13e siècle, est plus tard surélevée, et la nef de l'ancienne église de 1512 est détruite.
- Pont sur l’Isch : pont à dos d'âne du 17e siècle pourvu de deux arches en ogives élargies à la base ; les parapets se terminent par une couvertine en dalles de pierre ; pile centrale.
- Le Moulin de Wolfskirchen[Note 6], édifice Schlumberger, est une minoterie monumentale fonctionnant à l'énergie hydraulique. C'est un des rares édifices de ce type en Alsace.
- Banc-reposoir napoléonien, de type "Impératrice", érigé en 1854.
- L'ancienne gare de Wolfskirchen est située à l'est de la commune, en direction de Diedendorf. Elle était en service jusqu'en 2000, inexploitée depuis jusqu'à la fermeture officielle de la ligne Berthelming-Sarre-Union en 2018.

## Personnalités liées à la commune

### Héraldique
| Blason de Wolfskirchen | Blason  | De gueules à l'église d'argent, maçonnée de sable, posée sur une terrasse de sinople. |
| Blason de Wolfskirchen | Détails |                                                                                       |